# Ніч влади (роман)
«Ніч влади» (англ. Night of Power) — науково-фантастичний роман канадського письменника-фантаста Спайдера Робінсона про расову війну, яка могла б статися у Нью-Йорку. Написаний 1984 року, опублікована наступного року, а події, описані в ньому — у 1996 році. Історія обертається навколо змішаної за расовою приналежністю родини, яка має справу з чорною революцією в Нью-Йорку.
Назва натякає на священний день мусульман Лайлат аль-Кадр, який іноді перекладається як «Ніч сили».

## Сюжет
Рассел Грант — 48-річний дизайнер, який заробив достатньо грошей на своїх нетрадиційних винаходах, щоб достроково вийти на пенсію.
Дженніфер — 14-річна донька від його першого шлюбу. Вона характеризується автором як «надзвичайно яскрава і образна дитина».
Діна Грант — дружина Рассела. Вона народилася й виросла в Галіфаксі. 37-річна сучасна танцівниця, яка приїжджає до Нью-Йорка, тому що «її давня подруга Ліза Данн запропонувала їй шанс — останній шанс — потанцювати в Нью-Йорку, і не просто в Нью-Йорку, а в театрі Джойса, вітрини, всесвітньої Мекки сучасного танцю».
Майкл — харизматичний чорношкірий, революційний лідер, з яким зустрічаються Гранти.
Хосе — управитель квартири Гранта, а також за сумісництвом, найнятий Расселом, охоронець Дженніфер. Він «невисокий смаглявий красень з зовнішністю 17-тирічного пуерториканця з довгими непослушними кучерями та цинічними розвагами».